# 新上五島町立上五島中学校
新上五島町立上五島中学校（しんかみごとうちょうりつ かみごとうちゅうがっこう）は、長崎県南松浦郡新上五島町青方郷にある公立中学校。
略称「上中」（かみちゅう）。五島列島の中通島に位置している。

## 概要
歴史
1985年（昭和60年）4月に上五島町立の中学校4校（青方・上郷・浜ノ浦・今里）が統合されて開校した。2015年（平成27年）に創立30周年を迎える。
校区
長崎県南松浦郡新上五島町の上五島地区全域。
小学校区は新上五島町立青方小学校、新上五島町立上郷小学校、新上五島町立今里小学校。
校訓
「志を立て共に耐えて励まん」
校章
学問を表す「ペン先」と成長を象徴する「羽根」の絵を合わせたものを背景にして、中央に「中」の文字を置いている。
校歌
作詞は中山利郎、作曲は百本照夫による。歌詞は3番まであり、各番に校名の「上五島中学校」が登場する。

## 沿革
前史（青方中学校）
- 1947年（昭和22年）4月1日 - 学制改革（六・三制の実施）が行われる。
  - 青方国民学校の初等科が改組され、青方町立青方小学校となる。
  - 青方国民学校の高等科と青年学校の普通科が改組され、新制中学校「青方町立青方中学校」となる。当面の間、青方小学校校舎の一部を使用。
    - 青方町立上郷小学校に青方村立青方中学校上郷分校を併設。

  - PTAが発足。
- 1948年（昭和23年）3月 - 同窓会が発足（1945年（昭和20年）国民学校高等科および青年学校普通科入学生が新制中学3年生として卒業）。
- 1951年（昭和26年）
  - 3月 - 新校舎（6教室）が完成。
  - 7月 - 祝勝歌を制定。
  - 10月 - 校章を制定。
- 1954年（昭和29年）2月 - 校歌を制定（作詞:江濱惣太、作曲:松尾政彦）。歌詞は2番まであり、両番に校名の「青方中学校」が登場。
- 1955年（昭和30年）10月 - 庭園が完成。
- 1956年（昭和31年）
  - 4月 - 校内放送設備が完成。
  - 6月1日 - 青方町と浜ノ浦村が合併して上五島町の発足により、「上五島町立青方中学校」に改称。校旗が贈呈される。
- 1957年（昭和32年）7月 - 豪雨により、校舎が浸水。
- 1959年（昭和34年）8月 - 長崎県中学校総合体育大会で女子バレーボール部が優勝。
- 1960年（昭和35年）8月 - 長崎県中学校総合体育大会で女子バレーボール部が2年連続で優勝。
- 1966年（昭和41年）
  - 9月 - 折島との間を結ぶスクールボート「はまゆう」が進水。
  - 10月 - 体育館が完成。
- 1967年（昭和42年）7月 - 洪水により床上浸水。
- 1968年（昭和43年）6月 - 校区改定により、熊高地区の生徒が上郷中学校から転入。
- 1985年（昭和60年）3月31日 - 閉校。

前史（上郷中学校）
- 1947年（昭和22年）4月1日 - 学制改革（六・三制の実施）が行われる。
  - 上郷国民学校の初等科が改組され、青方町立上郷小学校となる。
  - 上郷国民学校の高等科と青年学校の普通科が改組され、新制中学校「青方町立青方中学校 上郷分校」が上郷小学校に併設される。
- 1950年（昭和25年）4月1日 - 上郷分校が青方中学校から分離し、「青方町立上郷中学校」として独立。PTAが発足。
- 年月日不明 - 校歌を制定（作詞:市瀬正生、作曲:宗久弥）。歌詞は3番まであり、各番に校名の「上郷中学」が登場。
- 1951年（昭和26年）5月 - 新校舎が完成。
- 1956年（昭和31年）6月1日 - 青方町と浜ノ浦村が合併して上五島町の発足により、「上五島町立上郷中学校」に改称。
- 1957年（昭和32年）2月 - 校旗を制定。
- 1965年（昭和40年）3月 - 特別教室（音楽・家庭科）が完成。
- 1966年（昭和41年）2月 - 特別教室（理科・技術）が完成。
- 1967年（昭和42年）2月 - 運動場を拡張。
- 1968年（昭和43年）6月 - 校区改定により、熊高地区の生徒が青方中学校へ転出。
- 1969年（昭和44年）3月 - 校門を新設。
- 1974年（昭和49年）5月 - 体育館が完成。
- 1979年（昭和54年）9月 - 牛乳給食を開始。
- 1980年（昭和55年）1月 - 自転車置場が完成。
- 1981年（昭和56年）2月 - 飼育舎が完成。
- 1985年（昭和60年）3月31日 - 閉校。

前史（浜ノ浦中学校）
- 1947年（昭和22年）4月1日 - 学制改革（六・三制の実施）が行われる。
  - 浜ノ浦国民学校の初等科が改組され、浜ノ浦村立浜ノ浦小学校となる。
  - 浜ノ浦国民学校の高等科と青年学校の普通科が改組され、新制中学校「浜ノ浦村立浜ノ浦中学校」が浜ノ浦小学校に併設される。
- 1948年（昭和23年）4月1日 - 浜ノ浦村立飯ノ瀬戸中学校を統合。浜ノ浦村立今里中学校を統合し今里分校とする（今里小学校に併設）。
- 1950年（昭和25年）8月 - 新校舎が完成。
- 1951年（昭和26年）10月 - 埋め立て工事により、運動場を拡張。
- 1952年（昭和27年）4月1日 - 今里分校が分離し、浜ノ浦村立今里中学校として独立。
- 1953年（昭和28年）6月 - 豪雨により運動場が流出。
- 1955年（昭和30年）2月 - 運動場を整備（復旧）。
- 1956年（昭和31年）
  - 3月 - 校旗と校歌（作詞:中島英治、作曲:山崎博生）を制定。校歌の歌詞は3番まであり、各番とも校名の「浜ノ浦中学」が登場。
  - 6月1日 - 青方町と浜ノ浦村が合併して上五島町の発足により、「上五島町立浜ノ浦中学校」に改称。
- 1962年（昭和37年）
  - 2月 - 学校林にヒノキ3,000本を植樹。
  - 5月 - 特別教室を増築。
- 1970年（昭和45年）4月 - 学区改定により、小浜地区の生徒が今里中学校から転入。
- 1973年（昭和48年）5月 - 体育館が完成。通学路のコンクリート舗装を実施。
- 1975年（昭和50年）3月 - 放送室が完成。
- 1985年（昭和60年）3月31日 - 閉校。

前史（今里中学校）
- 1947年（昭和22年）4月1日 - 学制改革（六・三制の実施）が行われる。
  - 今里国民学校の初等科が改組され、浜ノ浦村立今里小学校となる。
  - 今里国民学校の高等科が改組され、新制中学校「浜ノ浦村立今里中学校」が今里小学校に併設される。
- 1948年（昭和23年）4月1日 - 今里中学校が統合により「浜ノ浦村立浜ノ浦中学校 今里分校」となる。
- 1952年（昭和27年）4月1日 - 今里分校が分離し、「浜ノ浦村立今里中学校」として独立。
- 1956年（昭和31年）6月1日 - 青方町と浜ノ浦村が合併して上五島町の発足により、「上五島町立今里中学校」に改称。
- 1985年（昭和60年）3月31日 - 閉校。

統合・上五島中学校
- 1985年（昭和60年）
  - 4月1日 - 統合により、「上五島町立上五島中学校」が開校。生徒数557名。スクールバスの運行を開始。
  - 6月 - 校旗を制定。
- 1986年（昭和61年）
  - 3月 - 体育館・武道場・スクールバス車庫が完成。
  - 5月 - 運動場を整備。
- 1987年（昭和62年）7月 - テニスコート横に庭園が完成。
- 1991年（平成3年）
  - 3月 - 給食センターが完成。
  - 5月 - 学校給食を開始。
- 1993年（平成5年）3月 - パソコン室が完成。
- 1998年（平成10年）3月 - 身体障害者用ステップリフトを設置。
- 2000年（平成12年）
  - 1月 - LL教室をパソコン室に改造。
  - 3月 - テニスコートを全天候型人工芝にする。
  - 9月 - 体育館にグランドピアノを設置。
- 2002年（平成14年）
  - 3月 - グラウンドに夜間照明設備を設置。
  - 7月 - 長崎県中学校総合体育大会において男子陸上部が優勝。
- 2004年（平成16年）8月1日 - 新上五島町の発足により、「新上五島町立上五島中学校」（現校名）に改称。

## 部活動
運動部
- 野球部（男）
- 卓球部
- バレーボール部
- バスケットボール部

文化部
- 吹奏楽部

## 周辺
- 新上五島町立青方幼稚園
- 新上五島町立青方小学校
- 新上五島町役場（本庁）
- 長崎県立上五島高等学校
- 新上五島町立中央図書館上五島分館
- 青方ダム

## アクセス
最寄りのバス停
- 西肥自動車（西肥バス）五島営業所「上五島中学校前」バス停

最寄りの港
- 青方港 - 野母商船が博多港との間にフェリーを運航している。
- 有川港 - 佐世保港との間にフェリー・高速船が運航されている。

最寄りの空港
- 上五島空港 - 休港

最寄りの国道・県道
- 国道384号
- 長崎県道170号青方港魚目線

## 参考資料
- 「上五島町郷土誌」（1986年（昭和61年）3月発行, 上五島町）
- 「上五島町郷土誌」（2004年（平成16年）7月発行, 上五島町）- p.359（青方中学校）、p.362（上郷中学校）、p.365（浜ノ浦中学校）、p.368（上五島中学校）